# فریتز ریس
فریتز ریس (آلمانی: Fritz Riess؛ زادهٔ ۱۱ ژوئیهٔ ۱۹۲۲ در نورنبرگ، درگذشتهٔ ۱۵ مهٔ ۱۹۹۱ در سامیدان) رانندهٔ مسابقات اتومبیل‌رانی اهل آلمان بود که در فصل ۱۹۵۲ در مجموع در یک گراند پری از مسابقات جهانی فرمول یک شرکت کرد، اما موفق به کسب هیچ امتیازی نشد.
ریس در ۱۵ مهٔ ۱۹۹۱ در سامیدان، سوئیس درگذشت.